# Villa Rosenstraße 16 (Radebeul)
Die Villa in der Rosenstraße 16 steht im Stadtteil Serkowitz des sächsischen Radebeul. Sie wurde 1899/1901 durch die Baufirma „Gebrüder Ziller“ errichtet.

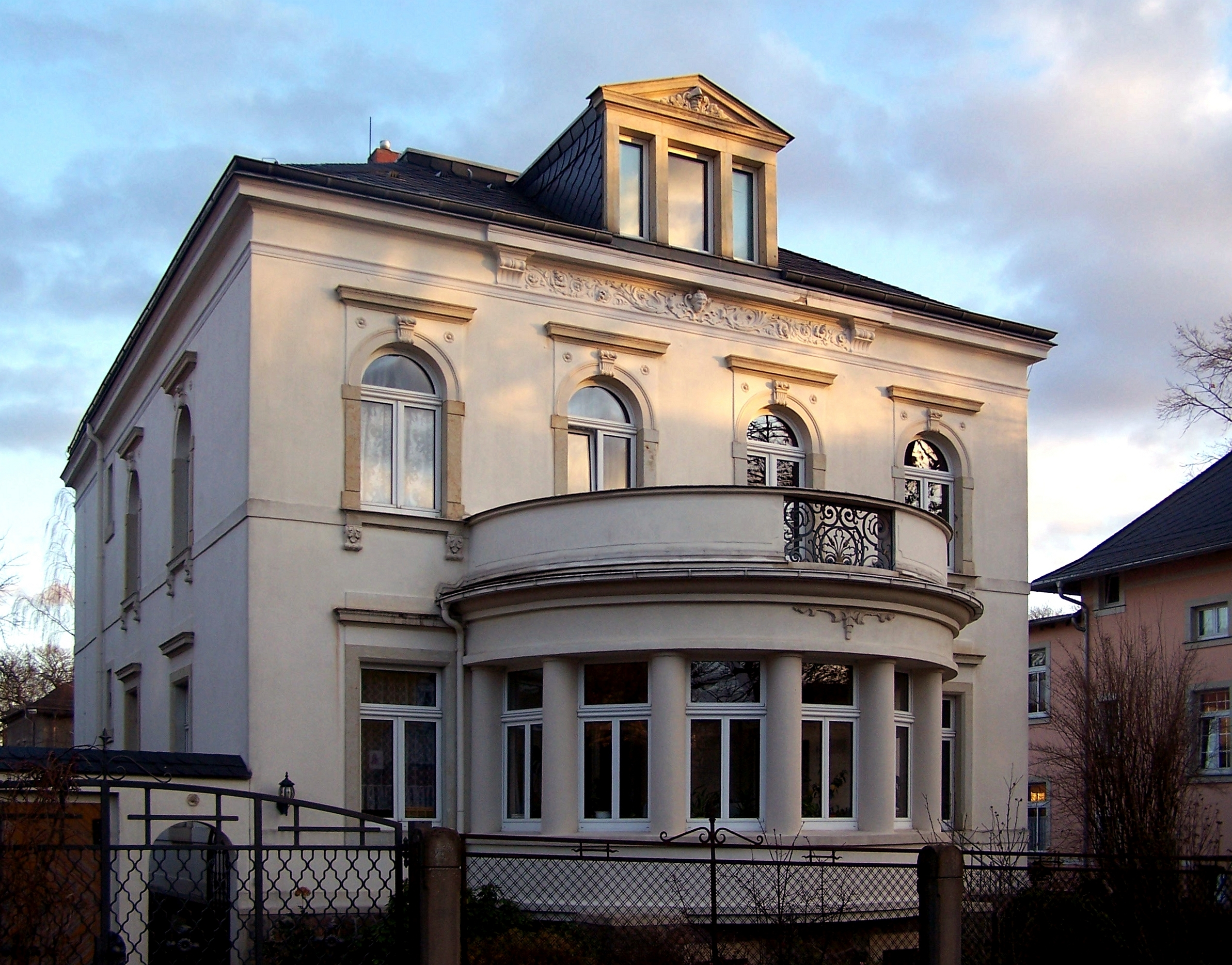
Villa Rosenstraße 16

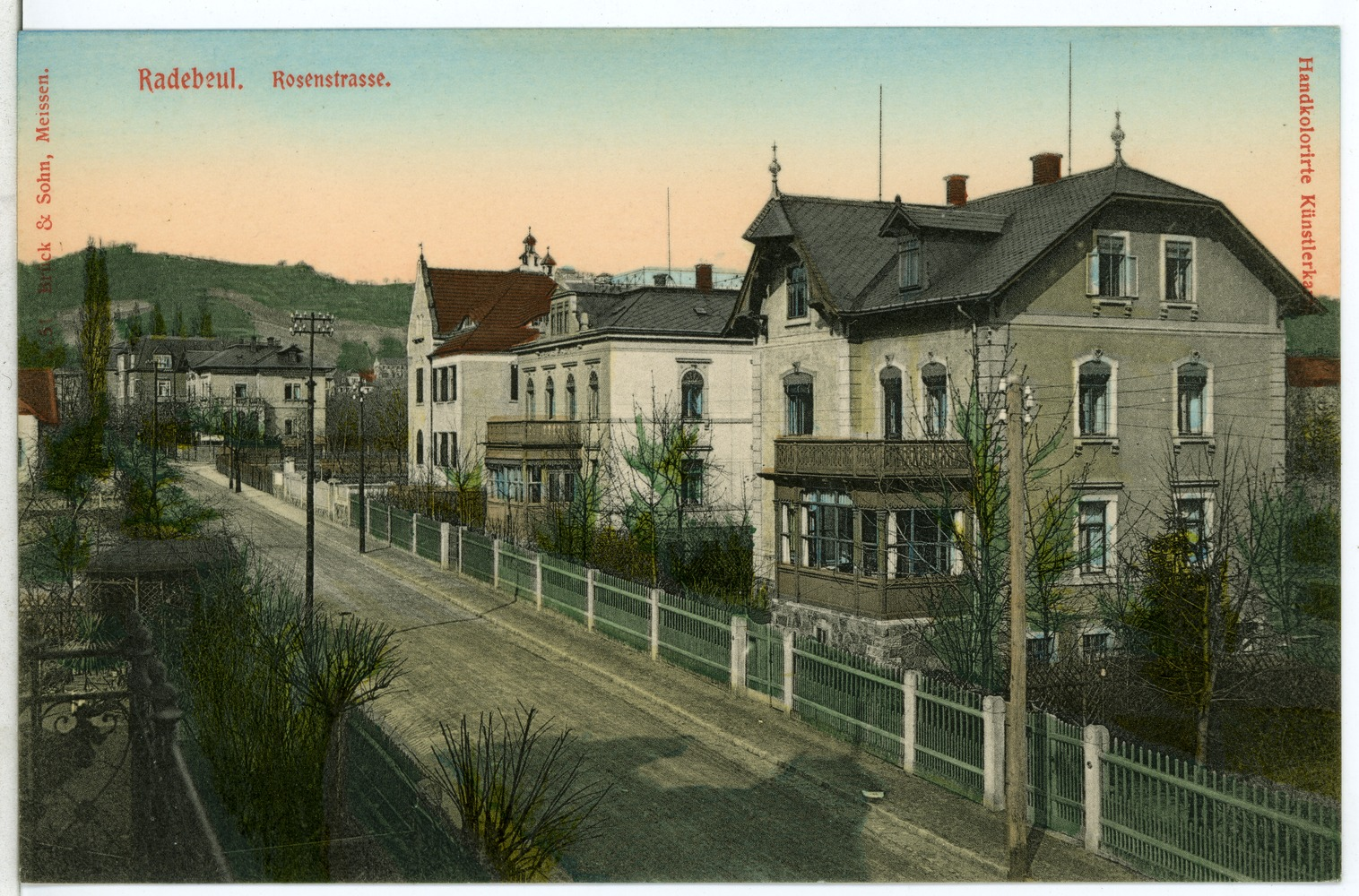
Rosenstraße 16 (2. von re., 1907) noch mit der eckigen Holzveranda; dahinter Rosenstraße 18

## Beschreibung
Die zweigeschossige, mitsamt Einfriedung und Toreinfahrt unter Denkmalschutz stehende Villa hat einen etwa quadratischen Grundriss, steht auf einem sandsteingefassten Bruchsteinsockel und hat ein flach geneigtes, abgeplattetes Schiefer-Walmdach über einem flachen Kniestock.
Mittig in der vierachsigen Straßenansicht steht eine eingeschossige sowie halbrunde, massive Veranda, die Fenster zwischen Halbsäulen, obenauf ein kräftiges Gesims sowie eine Brüstungsmauer mit einem mittig eingesetzten, barockisierenden Ziergitter sowie einem Austritt dahinter. Von der Veranda führt seitlich eine kleine Freitreppe in den Garten. Oben im Dach steht ein dreifenstriges Dachhäuschen mit einem durch einen Ritterkopf verzierten Dreiecksgiebel. Unter dem Dachhäuschen befindet sich ein reich gegliedertes Traufgesims mit einem Frauenkopf.
Der Putzbau mit der jüngst erneuerten Gesimsgliederung wird durch zahlreiche Stuckdekore sowie Gewände mit Schlussstein, Sohlbankkonsolen und Fensterverdachungen aus Sandstein verziert.
Auf der Gebäuderückseite befindet sich ein Eingangsvorbau.
Die Einfriedung erfolgt durch Maschendrahtgitterfelder zwischen Sandsteinpfeilern.

## Geschichte
Der Bauantrag für das Wohnhaus wurde 1899 von dem ortsansässigen Baumeister Gustav Ziller gestellt, der Bauvollendung im November 1900 folgte im Jahr 1901 die Genehmigung zur Ingebrauchnahme. 1907 folgte der Bau eines Nebengebäudes, auch das schmiedeeiserne Tor mit dem Rautenmuster stammt aus dieser Zeit.
Der Architekt Max Czopka erstellte 1933–35 den charakteristischen Verandavorbau, der vermutlich eine für ihre ursprüngliche Bauzeit typische Holzveranda ersetzte. Im Jahr 1973/74 erfolgte eine Reduktion der Fassadengliederung, die unter anderem Voluten am Dachhäuschen beseitigte.